# Ukrainische Badminton-Mannschaftsmeisterschaft 2021
Die Ukrainische Badminton-Mannschaftsmeisterschaft 2021 fand vom 20. bis zum 22. Mai 2021 in Dnipro statt. Meister wurde das Team von Dnipro 1.

## Endstand
| Platz | Team                | Punkte | Spiele | G | U | V | Spielpunkte |   |    | Sätze |   |    | Bälle |   |     |
| ----- | ------------------- | ------ | ------ | - | - | - | ----------- | - | -- | ----- | - | -- | ----- | - | --- |
| 1     | Dnipro 1            | 8      | 4      | 4 | 0 | 0 | 17          | - | 3  | 37    | - | 8  | 918   | - | 684 |
| 2     | Dnipro 2            | 6      | 4      | 3 | 0 | 1 | 11          | - | 9  | 25    | - | 19 | 801   | - | 763 |
| 3     | Mykolajiw           | 4      | 4      | 2 | 0 | 2 | 11          | - | 9  | 23    | - | 22 | 835   | - | 798 |
| 4     | Sportschule Charkiw | 2      | 4      | 1 | 0 | 3 | 10          | - | 10 | 21    | - | 21 | 732   | - | 734 |
| 5     | FKSP Charkiw        | 0      | 4      | 0 | 0 | 4 | 1           | - | 19 | 3     | - | 39 | 553   | - | 860 |